# Liste des monuments historiques de Boutersem
Cette page regroupe l'ensemble des monuments classés de la ville de Boutersem (Belgique).
| Objet                                         | Statut du classement?          | Année de construction/architecte | Section communale | Adresse              | Coordonnées                      | Numéro d'inventaire | Illustration                                  |
| --------------------------------------------- | ------------------------------ | -------------------------------- | ----------------- | -------------------- | -------------------------------- | ------------------- | --------------------------------------------- |
| (nl) Parochiekerk Sint-Hilarius               | OB000170                       |                                  | Boutersem         | Brugstraat 1         | 50° 50′ 20″ nord, 4° 49′ 55″ est | 41583               | (nl) Parochiekerk Sint-Hilarius               |
| (nl) Hoeve van het langgeveltype              |                                |                                  | Boutersem         | Leuvensesteenweg 259 | 50° 50′ 18″ nord, 4° 50′ 32″ est | 41584               | Téléverser                                    |
| (nl) Sint-Michielskerk van Butsel             | OB000167 · OB001920            |                                  | Boutersem         | Pastoriestraat       | 50° 50′ 33″ nord, 4° 51′ 06″ est | 41585               | Téléverser                                    |
| (nl) Pastorie van Butsel                      | OB001921                       |                                  | Boutersem         | Pastoriestraat 70    | 50° 50′ 35″ nord, 4° 51′ 07″ est | 41586               | Téléverser                                    |
| Église Notre-Dame-et-Sainte-Lucie de Vertrijk | OB000162 · OB001918            |                                  | Vertrijk          | Roosbeeksestraat     | 50° 49′ 50″ nord, 4° 50′ 08″ est | 41587               | Église Notre-Dame-et-Sainte-Lucie de Vertrijk |
| (nl) Kasteel van Kwabeek                      | OB000171 · OB000172            |                                  | Vertrijk          | Neervelpsestraat 11  | 50° 49′ 43″ nord, 4° 49′ 36″ est | 41588               | (nl) Kasteel van Kwabeek                      |
| (nl) Hoeve                                    |                                |                                  | Vertrijk          | Kerkweg 11           | 50° 49′ 48″ nord, 4° 50′ 02″ est | 41589               | Téléverser                                    |
| (nl) Pastorie van Vertrijk                    | OB001917                       |                                  | Vertrijk          | Roosbeeksestraat     | 50° 49′ 51″ nord, 4° 50′ 07″ est | 41590               | (nl) Pastorie van Vertrijk                    |
| (nl) Hoeve met duiventil                      |                                |                                  | Boutersem         | Roosbeeksestraat 6   | 50° 49′ 48″ nord, 4° 50′ 09″ est | 41591               | Téléverser                                    |
| (nl) Hoevegebouwen                            |                                |                                  | Willebringen      | Doornstraat 1        | 50° 48′ 03″ nord, 4° 49′ 16″ est | 41592               | Téléverser                                    |
| (nl) Pachthof van de Parkabdij                |                                |                                  | Willebringen      | Jordaanstraat 2      | 50° 47′ 55″ nord, 4° 49′ 19″ est | 41593               | Téléverser                                    |
| (nl) Parochiekerk Sint-Martinus               | OB000168                       |                                  | Kerkom            | Kerkstraat           | 50° 51′ 14″ nord, 4° 52′ 15″ est | 41594               | (nl) Parochiekerk Sint-Martinus               |
| (nl) Parochiekerk Sint-Remigius               | OB000169 · OB001473 · OB001504 |                                  | Neervelp          | Klein-Heidestraat    | 50° 49′ 13″ nord, 4° 48′ 38″ est | 41595               | (nl) Parochiekerk Sint-Remigius               |
| (nl) Gesloten hoeve                           |                                |                                  | Neervelp          | Broekstraat 24       | 50° 49′ 15″ nord, 4° 49′ 06″ est | 41597               | Téléverser                                    |
| (nl) Hoeve "Noë" of "Kleine Blauwe Schuur"    | OB001502 · OB001504            |                                  | Neervelp          | Klein-Heidestraat 24 | 50° 49′ 14″ nord, 4° 48′ 29″ est | 41601               | Téléverser                                    |
| (nl) Parochiekerk Sint-Pieter                 | OB000165                       |                                  | Willebringen      | Willebringsestraat   | 50° 48′ 41″ nord, 4° 50′ 26″ est | 41602               | (nl) Parochiekerk Sint-Pieter                 |
| (nl) Molenaarswoning van 1782                 |                                |                                  | Willebringen      | Molenhoek 2          | 50° 48′ 47″ nord, 4° 50′ 04″ est | 41604               | Téléverser                                    |
| (nl) Molenaarswoning van 1782                 |                                |                                  | Willebringen      | Molenhoek 4          | 50° 48′ 47″ nord, 4° 50′ 04″ est | 41604               | Téléverser                                    |
| (nl) Molenaarswoning van 1782                 |                                |                                  | Willebringen      | Molenhoek 6          | 50° 48′ 47″ nord, 4° 50′ 04″ est | 41604               | Téléverser                                    |
| (nl) Parochiekerk Sint-Anna                   | OB000164                       |                                  | Roosbeek          | Lubbeeksestraat      | 50° 50′ 00″ nord, 4° 51′ 45″ est | 41605               | (nl) Parochiekerk Sint-Anna                   |
| (nl) Kapel Onze-Lieve-Vrouw-ten-Bloede        |                                |                                  | Roosbeek          | Leuvensesteenweg     | 50° 50′ 00″ nord, 4° 51′ 24″ est | 41606               | (nl) Kapel Onze-Lieve-Vrouw-ten-Bloede        |
| (nl) Pastorie                                 |                                |                                  | Roosbeek          | Lubbeeksestraat 13   | 50° 50′ 00″ nord, 4° 51′ 46″ est | 41607               | (nl) Pastorie                                 |
| (nl) Gesloten hoeve                           | OB001503 · OB001504            |                                  | Neervelp          | Klein-Heidestraat 30 | 50° 49′ 13″ nord, 4° 48′ 33″ est | 83751               | Téléverser                                    |
| (nl) Sint-Luciakapel                          | OB001919                       |                                  | Vertrijk          | Stationsstraat       |                                  | 209094              | Téléverser                                    |